# Хелън Маккрори
Хелън Маккрори (на английски: Helen McCrory) е британска актриса. Играе ролята на Чери Блеър във филмите „Кралицата“ (2006) и „Специалната връзка“ (2010). Също така играе ролята на Нарциса Малфой във филмите за Хари Потър. През 2007 г. Хелън се омъжва за актьора Деймиън Люис, с когото имат син и дъщеря.

## Смърт
Маккрори умира от рак на 16 април 2021 на 52 години.

## Избрана филмография
| Година | Заглавие на български                          | Оригинално заглавие                           | Роля                     | Режисьор          | Бележки |
| ------ | ---------------------------------------------- | --------------------------------------------- | ------------------------ | ----------------- | ------- |
| 2000   | „Ана Каренина“                                 | Anna Karenina                                 | Ана Каренина             | минисериал        |         |
| 2003   | „Чарлз II: Властта и страстта“                 | Charles II: The Power and The Passion         | Барбара Вилерс           | минисериал        |         |
| 2006   | „Кралицата“                                    | The Queen                                     | Чери Блеър               |                   |         |
| 2007   | „Франкенщайн“                                  | Frankenstein                                  | д-р Виктория Франкенщайн | телевизионен филм |         |
| 2009   | „Хари Потър и Нечистокръвния принц“            | Harry Potter and the Half-Blood Prince        | Нарциса Малфой           |                   |         |
| 2009   | „Фантастичният мистър Фокс“                    | Fantastic Mr. Fox                             | г-жа Бийн (глас)         | анимационен филм  |         |
| 2010   | „Хари Потър и Даровете на Смъртта: Първа част“ | Harry Potter and the Deathly Hallows – Part 1 | Нарциса Малфой           |                   |         |
| 2011   | „Изобретението на Хюго“                        | Hugo                                          | мама Жана                |                   |         |
| 2011   | „Хари Потър и Даровете на Смъртта: Втора част“ | Harry Potter and the Deathly Hallows – Part 2 | Нарциса Малфой           |                   |         |
| 2014   | „Малки бъркотии“                               | A Little Chaos                                |                          |                   |         |
| 2014   | „Жената в черно 2: Ангел на смъртта“           | The Woman in Black: Angel of Death            | Джийн Хог                |                   |         |